# Cristina Cojocaru
Cristina Cojocaru (Rumania, 2 de enero de 1962) es una atleta rumana retirada, especializada en la prueba de 400 m vallas en la que llegó a ser medallista de bronce olímpica en 1984.

## Carrera deportiva
En los JJ. OO. de Los Ángeles 1984 ganó la medalla de bronce en los 400 m vallas, con un tiempo de 55.41 segundos, llegando a meta tras la marroquí Nawal El Moutawakel y la estadounidense Judi Brown.